# Billy Wilders filmografi

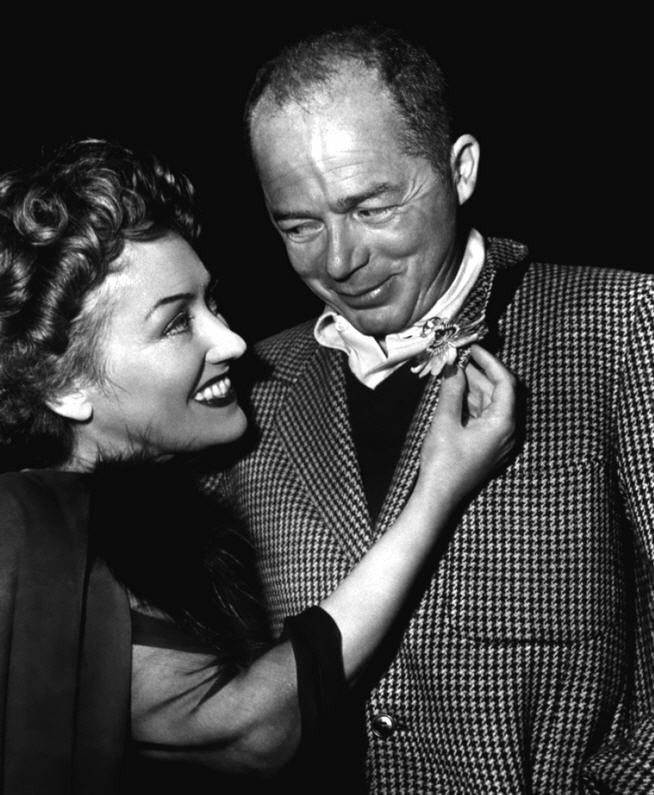
Gloria Swanson och Billy Wilder 1950.

Billy Wilder (1906-2002) var en österrikiskfödd amerikansk filmskapare. Han debuterade som filmregissör 1934 med den franska dramafilmen Mauvaise Graine. Samma år övergick Wilder till att verka i Hollywood-produktioner. Sin första amerikanska film regisserade Wilder 1942, Kadettflamman, en komedifilm med Ginger Rogers. Sin första framgång i Hollywood fick Billy Wilder med thrillern Kvinna utan samvete 1944, den nominerades till totalt sju Oscars. Efter den följde film noiren Förspillda dagar (1945), vilken Oscarbelönades för bästa film och vann Guldpalmen i Cannes. Fem år senare regisserade Wilder Sunset Boulevard (1950), den nominerades till elva Oscars. Sedan följde filmer som den romantiska komedifilmen Flickan ovanpå (1955), kriminalfilmen Åklagarens vittne (1957), komedifilmerna I hetaste laget (1959) och Ungkarlslyan (1960). Wilder samarbetade ofta med Jack Lemmon, utöver i redan nämnda filmer även bland annat i Irma la Douce (1963), Storsvindlarna (1966) och Stoppa pressarna! (1974).

## Filmografi
| Titel                                 | År   | Krediterad som | Krediterad som  | Krediterad som | Krediterad som | Språk          | Noteringar | Ref   |
| Titel                                 | År   | Regissör       | Manusförfattare | Producent      | Övrigt         | Språk          | Noteringar | Ref   |
| ------------------------------------- | ---- | -------------- | --------------- | -------------- | -------------- | -------------- | --- | ----- |
| Der Teufelsreporter                   | 1929 |                | Ja              |                |                | Tyska          | Engelsk titel: The Daredevil Reporter |       |
| Menschen am Sonntag                   | 1930 |                | Ja              |                |                | Tyska          | Engelsk titel: People on Sunday |       |
| Ein Burschenlied aus Heidelberg       | 1930 |                | Ja              |                |                | Tyska          | Engelsk titel: A Student's Song of Heidelberg                                                                                                |       |
| Der Mann, der seinen Mörder sucht     | 1931 |                | Ja              |                |                | Tyska          | Engelsk titel: The Man in Search of His Murderer                                                                                             |       |
| Ihre Hoheit befiehlt                  | 1931 |                | Ja              |                |                | Tyska          | Engelsk titel: Her Grace Commands |       |
| Der Falsche Ehemann                   | 1931 |                | Ja              |                |                | Tyska          | Engelsk titel: The Wrong Husband |       |
| Princess, At Your Orders!             | 1931 |                | Ja              |                |                | Franska        | Franskspråkig version av Ihre Hoheit befiehlt filmad samtidigt med annan ensemble                                                            |       |
| Grabbar med ruter                     | 1931 |                | Ja              |                |                | Tyska          | Originaltitel: Emil und die Detektive. Engelsk titel: Emil and the Detectives                                                                |       |
| Un peu d'amour                        | 1932 |                | Ja              |                |                | Franska        | Franskspråkig version av Scampolo filmad samtidigt                                                                                           |       |
| Happy Ever After                      | 1932 |                | Ja              |                |                | Engelska       | |       |
| Der Sieger                            | 1932 |                | Ja              |                |                | Tyska          | Engelsk titel: The Victor |       |
| Es war einmal ein Walzer              | 1932 |                | Ja              |                |                | Tyska          | Engelsk titel: Once There Was a Waltz |       |
| Where Is This Lady?                   | 1932 |                | Ja              |                |                | Engelska       | Nyinspelning av Es war einmal ein Walzer |       |
| En gyllene dröm                       | 1932 |                | Ja              |                |                | Tyska          | Originaltitel: Ein blonder Traum. Engelsk titel: A Blonde Dream. Tyskspråkig version av Happy Ever After filmad samtidigt med annan ensemble |       |
| Un rêve blond                         | 1932 |                | Ja              |                |                | Franska        | Franskspråkig version av Happy Ever After filmad samtidigt med annan ensemble                                                                |       |
| Scampolo                              | 1932 |                | Ja              |                |                | Tyska          | |       |
| Das Blaue vom Himmel                  | 1932 |                | Ja              |                |                | Tyska          | Engelsk titel: The Blue of Heaven |       |
| Madame wünscht keine Kinder           | 1933 |                | Ja              |                |                | Tyska          | Engelsk titel: Madame Wants No Children |       |
| Madame ne veut pas d'enfants          | 1933 |                | Ja              |                |                | Franska        | Franskspråkig version av Madame wünscht keine Kinder filmad samtidigt                                                                        |       |
| Was Frauen träumen                    | 1933 |                | Ja              |                |                | Tyska          | Engelsk titel: What Women Dream |       |
| Adorable                              | 1933 |                | Ja              |                |                | Engelska       | Nyinspelning av Her Grace Commands |       |
| Mauvaise Graine                       | 1934 | Ja             | Ja              |                |                | Franska        | Engelsk titel: Bad Seed |       |
| One Exciting Adventure                | 1934 |                | Ja              |                |                | Engelska       | Nyinspelning av What Women Dream |       |
| Music in the Air                      | 1934 |                | Ja              |                |                | Engelska       | |       |
| Under Pressure                        | 1935 |                | Ja              |                |                | Engelska       | |       |
| Lottery Lover                         | 1935 |                | Ja              |                |                | Engelska       | |       |
| Champagne-valsen                      | 1937 |                | Ja              |                |                | Engelska       | Originaltitel: Champagne Waltz | [ 1 ] |
| Blåskäggs åttonde hustru              | 1938 |                | Ja              |                |                | Engelska       | Originaltitel: Bluebeard's Eighth Wife | [ 1 ] |
| Midnatt                               | 1939 |                | Ja              |                |                | Engelska       | Originaltitel: Midnight | [ 1 ] |
| What a Life                           | 1939 |                | Ja              |                |                | Engelska       | | [ 1 ] |
| Ninotchka                             | 1939 |                | Ja              |                |                | Engelska       | | [ 1 ] |
| Tidens melodi                         | 1940 |                | Ja              |                |                | Engelska       | Originaltitel: Rhythm on the River | [ 1 ] |
| Vår flygande reporter                 | 1940 |                | Ja              |                |                | Engelska       | Originaltitel: Arise, My Love | [ 1 ] |
| Natten är så kort...                  | 1941 |                | Ja              |                |                | Engelska       | Originaltitel: Hold Back the Dawn | [ 1 ] |
| Jag stannar över natten               | 1941 |                | Ja              |                |                | Engelska       | Originaltitel: Ball of Fire | [ 1 ] |
| Kadettflamman                         | 1942 | Ja             | Ja              |                |                | Engelska       | Originaltitel: The Major and the Minor |       |
| Vägen till Cairo                      | 1943 | Ja             | Ja              |                |                | Engelska       | Originaltitel: Five Graves to Cairo |       |
| Kvinna utan samvete                   | 1944 | Ja             | Ja              |                |                | Engelska       | Originaltitel: Double Indemnity | [ 2 ] |
| Förspillda dagar                      | 1945 | Ja             | Ja              |                |                | Engelska       | Originaltitel: The Lost Weekend | [ 2 ] |
| Death Mills                           | 1945 | Ja             |                 |                | Ja             | Engelska Tyska | Tysk titel: Die Todesmühlen Redigeringshandledare                                                                                            | [ 3 ] |
| Kejsarvalsen                          | 1948 | Ja             | Ja              |                |                | Engelska       | Originaltitel: The Emperor Waltz |       |
| Det hände i Berlin                    | 1948 | Ja             | Ja              |                |                | Engelska       | Originaltitel: A Foreign Affair |       |
| Vilda toner                           | 1948 |                | Ja              |                |                | Engelska       | Originaltitel: A Song Is Born |       |
| Sunset Boulevard                      | 1950 | Ja             | Ja              |                |                | Engelska       | |       |
| Sensationen för dagen                 | 1951 | Ja             | Ja              | Ja             |                | Engelska       | Originaltitel: Ace in the Hole | [ 2 ] |
| Fångläger nr 17                       | 1953 | Ja             | Ja              | Ja             |                | Engelska       | Originaltitel: Stalag 17 | [ 1 ] |
| Sabrina                               | 1954 | Ja             | Ja              | Ja             |                | Engelska       | | [ 1 ] |
| Flickan ovanpå                        | 1955 | Ja             | Ja              | Ja             |                | Engelska       | Originaltitel: The Seven Year Itch | [ 1 ] |
| Spirit of St. Louis                   | 1957 | Ja             | Ja              |                |                | Engelska       | Originaltitel: The Spirit of St. Louis | [ 1 ] |
| Ariane                                | 1957 | Ja             | Ja              | Ja             |                | Engelska       | Originaltitel: Love in the Afternoon | [ 1 ] |
| Åklagarens vittne                     | 1957 | Ja             | Ja              |                |                | Engelska       | Originaltitel: Witness for the Prosecution                                                                                                   | [ 2 ] |
| I hetaste laget                       | 1959 | Ja             | Ja              | Ja             |                | Engelska       | Originaltitel: Some Like It Hot |       |
| Ungkarlslyan                          | 1960 | Ja             | Ja              | Ja             |                | Engelska       | Originaltitel: The Apartment |       |
| Ett, två, tre                         | 1961 | Ja             | Ja              | Ja             |                | Engelska       | Originaltitel: One, Two, Three |       |
| Irma la Douce                         | 1963 | Ja             | Ja              | Ja             |                | Engelska       | |       |
| Kyss mej dumbom                       | 1964 | Ja             | Ja              | Ja             |                | Engelska       | Originaltitel: Kiss Me, Stupid |       |
| Storsvindlarna                        | 1966 | Ja             | Ja              | Ja             |                | Engelska       | Originaltitel: The Fortune Cookie |       |
| "Sherlock Holmes" – privatögat privat | 1970 | Ja             | Ja              | Ja             |                | Engelska       | Originaltitel: The Private Life of Sherlock Holmes                                                                                           | [ 1 ] |
| Avanti!                               | 1972 | Ja             | Ja              | Ja             |                | Engelska       | |       |
| Stoppa pressarna!                     | 1974 | Ja             | Ja              |                |                | Engelska       | Originaltitel: The Front Page |       |
| Fedora                                | 1978 | Ja             | Ja              | Ja             |                | Engelska       | | [ 4 ] |
| Kompis kompis                         | 1981 | Ja             | Ja              |                |                | Engelska       | Originaltitel: Buddy Buddy |       |